# Zweden op de Olympische Zomerspelen 2024
Zweden nam deel aan de Olympische Zomerspelen 2024 in Parijs, Frankrijk.

## Medailleoverzicht
| Medaille | Naam                                             | Sport          | Onderdeel                | Datum       |
| -------- | ------------------------------------------------ | -------------- | ------------------------ | ----------- |
| Goud     | Sarah Sjöström                                   | Zwemmen        | 100 m Vrije slag (v)     | 31 juli     |
| Goud     | Sarah Sjöström                                   | Zwemmen        | 50 m Vrije slag (v)      | 4 augustus  |
| Goud     | Armand Duplantis                                 | Atletiek       | Polsstokhoogspringen (m) | 5 augustus  |
| Goud     | Åhman Hellvig                                    | Beachvolleybal | Beachvolleybal (m)       | 10 augustus |
|          |                                                  |                |                          |             |
| Zilver   | Victor Lindgren                                  | Schietsport    | 10 m luchtgeweer (m)     | 29 juli     |
| Zilver   | Vilma Bobeck Rebecca Netzler                     | Zeilen         | 49erFX (v)               | 2 augustus  |
| Zilver   | Truls Möregårdh                                  | Tafeltennis    | Enkelspel (m)            | 4 augustus  |
| Zilver   | Anton Källberg Kristian Karlsson Truls Möregårdh | Tafeltennis    | team (m)                 | 9 augustus  |
|          |                                                  |                |                          |             |
| Brons    | Tara Babulfath                                   | Judo           | Extra licht -48 kg (v)   | 27 juli     |
| Brons    | Jenny Rissveds                                   | Mountainbiken  | cross-country (v)        | 28 juli     |
| Brons    | Anton Dahlberg Lovisa Karlsson                   | Zeilen         | 470 (x)                  | 8 augustus  |

## Aantal deelnemers
Hieronder volgt een overzicht van de atleten die zich reeds gekwalificeerd hebben voor de Olympische Zomerspelen van 2024.
| Sport            | Mannen | Vrouwen | Totaal |
| ---------------- | ------ | ------- | ------ |
| Atletiek         | 12     | 9       | 21     |
| Boksen           | 1      | 1       | 2      |
| Golf             | 2      | 2       | 4      |
| Handbal          | 16     | 15      | 31     |
| Judo             | 1      | 1       | 2      |
| Kanovaren        | 2      | 3       | 5      |
| Moderne vijfkamp | 0      | 1       | 1      |
| Paardensport     | 4      | 5       | 9      |
| Schietsport      | 5      | 2       | 7      |
| Schoonspringen   | 0      | 1       | 1      |
| Skateboarden     | 1      | 0       | 1      |
| Tafeltennis      | 3      | 3       | 6      |
| Triatlon         | 0      | 1       | 1      |
| Volleybal        | 2      | 0       | 2      |
| Wielersport      | 1      | 2       | 3      |
| Worstelen        | 0      | 2       | 2      |
| Zeilen           | 2      | 6       | 8      |
| Zwemmen          | 5      | 7       | 12     |
| totaal           | 57     | 61      | 118    |

## Deelnemers en resultaten

### Atletiek

#### Loopnummers
Mannen
| atleet            | onderdeel         | voorronde | voorronde | series  | series | herkansingen   | herkansingen   | halve finale   | halve finale   | finale         | finale         |
| atleet            | onderdeel         | tijd      | rang      | tijd    | rang   | tijd           | rang           | tijd           | rang           | tijd           | rang           |
| ----------------- | ----------------- | --------- | --------- | ------- | ------ | -------------- | -------------- | -------------- | -------------- | -------------- | -------------- |
| Henrik Larsson    | 100 m             | bye       | bye       | 10,24   | 7      | n.v.t.         | n.v.t.         | niet geplaatst | niet geplaatst | niet geplaatst | niet geplaatst |
| Erik Erlandsson   | 200 m             | n.v.t.    | n.v.t.    | 20,65   | 7 H    | 20,49          | 1 Q            | 20,93          | 8              | niet geplaatst | niet geplaatst |
| Andreas Kramer    | 800 m             | n.v.t.    | n.v.t.    | 1.44,93 | 3 Q    | bye            | bye            | 1.46,52        | 7              | niet geplaatst | niet geplaatst |
| Samuel Pihlström  | 1500 m            | n.v.t.    | n.v.t.    | 3.36,80 | 8 H    | 3.33,58        | 4              | niet geplaatst | niet geplaatst | niet geplaatst | niet geplaatst |
| Andreas Almgren   | 5000 m            | n.v.t.    | n.v.t.    | DNS     | DNS    | n.v.t.         | n.v.t.         | n.v.t.         | n.v.t.         | niet geplaatst | niet geplaatst |
| Carl Bengtström   | 400 m horden      | n.v.t.    | n.v.t.    | 49,34   | 4 H    | 48,63          | 1 Q            | 45,56          | 6              | niet geplaatst | niet geplaatst |
| Oskar Edlund      | 400 m horden      | 49,74     | 7 H       | 48,99   | 4      | niet geplaatst | niet geplaatst | niet geplaatst | niet geplaatst |                |                |
| Suldan Hassan     | marathon          | n.v.t.    | n.v.t.    | n.v.t.  | n.v.t. | n.v.t.         | n.v.t.         | n.v.t.         | n.v.t.         | 2.11.21        | 28             |
| Perseus Karlström | 20km snelwandelen | n.v.t.    | n.v.t.    | n.v.t.  | n.v.t. | n.v.t.         | n.v.t.         | n.v.t.         | n.v.t.         | 1.21.05        | 21             |

Vrouwen
| atlete            | onderdeel | voorronde | voorronde | series   | series | herkansingen | herkansingen | halve finale   | halve finale   | finale         | finale         |                |                |
| atlete            | onderdeel | tijd      | rang      | tijd     | rang   | tijd         | rang         | tijd           | rang           | tijd           | rang           |                |                |
| ----------------- | --------- | --------- | --------- | -------- | ------ | ------------ | ------------ | -------------- | -------------- | -------------- | -------------- | -------------- | -------------- |
| Julia Henriksson  | 100m      | bye       | bye       | 11,26    | 5      | n.v.t.       | n.v.t.       | niet geplaatst | niet geplaatst | niet geplaatst | niet geplaatst |                |                |
| Julia Henriksson  | 200m      | n.v.t.    | n.v.t.    | 22,79 NR | 3 Q    | bye          | bye          | 22,88          | 6              | niet geplaatst | niet geplaatst | niet geplaatst | niet geplaatst |
| Nora Lindahl      | 200m      | n.v.t.    | n.v.t.    | 23,33    | 5 H    | 23,51        | 5            | niet geplaatst | niet geplaatst | niet geplaatst | niet geplaatst |                |                |
| Carolina Wikström | marathon  | n.v.t.    | n.v.t.    | n.v.t.   | n.v.t. | n.v.t.       | n.v.t.       | n.v.t.         | n.v.t.         | 2.34,20        | 52             |                |                |

#### Technische nummers
Mannen
| atleet           | onderdeel        | kwalificaties | kwalificaties | finale         | finale         |
| atleet           | onderdeel        | afstand       | rang          | afstand        | rang           |
| ---------------- | ---------------- | ------------- | ------------- | -------------- | -------------- |
| Daniel Ståhl     | discuswerpen     | 65.16 m       | 8 q           | 66,95 m        | 7              |
| Ragnar Carlsson  | hamerslingeren   | 73.96 m       | 15            | niet geplaatst | niet geplaatst |
| Armand Duplantis | polsstokspringen | 5.75 m        | =1 Q          | 6.25 m WR      | Goud           |
| Thobias Montler  | verspringen      | 7.82 m        | 16            | niet geplaatst | niet geplaatst |

Vrouwen
| atlete               | onderdeel        | kwalificaties | kwalificaties | finale         | finale         |
| atlete               | onderdeel        | afstand       | rang          | afstand        | rang           |
| -------------------- | ---------------- | ------------- | ------------- | -------------- | -------------- |
| Vanessa Kamga        | discuswerpen     | 65.14 m NR    | 4 Q           | 65,05 m        | 5              |
| Caisa-Marie Lindfors | discuswerpen     | 59.29 m       | 27            | niet geplaatst | niet geplaatst |
| Thea Löfman          | hamerslingeren   | 69.12 m       | 18            | niet geplaatst | niet geplaatst |
| Maja Åskag           | hinkstapspringen | 13.79 m       | 19            | niet geplaatst | niet geplaatst |
| Axelina Johansson    | kogelstoten      | 18,16 m       | 12 q          | 18,03 m        | 10             |
| Fanny Roos           | kogelstoten      | 18,17 m       | 10 q          | 18,78 m        | 7              |

### Boksen
Mannen
| atleet        | onderdeel    | eerste ronde         | tweede ronde         | kwartfinale          | halve finale         | finale               | rang           |
| atleet        | onderdeel    | tegenstander uitslag | tegenstander uitslag | tegenstander uitslag | tegenstander uitslag | tegenstander uitslag | rang           |
| ------------- | ------------ | -------------------- | -------------------- | -------------------- | -------------------- | -------------------- | -------------- |
| Nebil Ibrahim | vedergewicht | Abusal W 5 - 0       | Khalokov V 0 - 5     | niet geplaatst       | niet geplaatst       | niet geplaatst       | niet geplaatst |

Vrouwen
| atleet           | onderdeel    | eerste ronde              | tweede ronde         | kwartfinale          | halve finale         | finale               | rang           |
| atleet           | onderdeel    | tegenstander uitslag      | tegenstander uitslag | tegenstander uitslag | tegenstander uitslag | tegenstander uitslag | rang           |
| ---------------- | ------------ | ------------------------- | -------------------- | -------------------- | -------------------- | -------------------- | -------------- |
| Agnes Alexiusson | lichtgewicht | Palacios Espinoza V 1 - 4 | niet geplaatst       | niet geplaatst       | niet geplaatst       | niet geplaatst       | niet geplaatst |

### Golf
| atleet       | onderdeel | eerste ronde | tweede ronde | derde ronde | vierde ronde | totaal | totaal | totaal |
| atleet       | onderdeel | score        | score        | score       | score        | score  | par    | rang   |
| ------------ | --------- | ------------ | ------------ | ----------- | ------------ | ------ | ------ | ------ |
| Ludvig Åberg | mannen    | 68           | 70           | 66          | 72           | 276    | -8     | 18     |
| Alex Norén   | mannen    | 67           | 74           | 71          | 73           | 285    | +1     | 45     |
| Linn Grant   | vrouwen   | 74           | 71           | 73          | 71           | 289    | +1     | 27     |
| Maja Stark   | vrouwen   | 72           | 72           | 71          | 69           | 284    | -4     | 10     |

### Handbal

#### Mannen
| Olympiër | Onderdeel | Resultaat | Prestatie |
| --- | --------- | --------- | --------- |
| Oscar Bergendahl Jonathan Carlsbogård Felix Claar Max Darj Jonathan Edvardsson Jim Gottfridsson Sebastian Karlsson Albin Lagergren Felix Möller Andreas Palicka Lucas Pellas Daniel Pettersson Lukas Sandell Tobias Thulin Karl Wallinius Hampus Wanne | Mannen    | 7         | zie onder |

| Pos | Team      | Wed | W | G | V | Ptn | DV  | DT  | +/− | Kwalificatie |
| --- | --------- | --- | - | - | - | --- | --- | --- | --- | ------------ |
| 1   | Duitsland | 5   | 4 | 0 | 1 | 8   | 162 | 144 | +18 | Kwartfinales |
| 2   | Slovenië  | 5   | 3 | 0 | 2 | 6   | 140 | 142 | −2  | Kwartfinales |
| 3   | Spanje    | 5   | 3 | 0 | 2 | 6   | 151 | 148 | +3  | Kwartfinales |
| 4   | Zweden    | 5   | 3 | 0 | 2 | 6   | 158 | 139 | +19 | Kwartfinales |
| 5   | Kroatië   | 5   | 2 | 0 | 3 | 4   | 148 | 156 | −8  |              |
| 6   | Japan     | 5   | 0 | 0 | 5 | 0   | 143 | 173 | −30 |              |

| Groepsfase      |                 |                |                |                |                |                |                |
| 27 juli 2024    | 19:00           | Duitsland      | 30 - 27        | Zweden         |                |                |                |
| 29 juli 2024    | 16:00           | Zweden         | 29 - 26        | Spanje         |                |                |                |
| 31 juli 2024    | 16:00           | Slovenië       | 29 - 24        | Zweden         |                |                |                |
| 2 augustus 2024 | 14:00           | Kroatië        | 27 - 38        | Zweden         |                |                |                |
| 4 augustus 2024 | 09:00           | Zweden         | 40 - 27        | Zweden         |                |                |                |
|                 |                 |                |                |                |                |                |                |
| Kwartfinale     | 7 augustus 2024 | 17:30          | Denemarken     | 32 - 31        | Zweden         |                |                |
|                 |                 |                |                |                |                |                |                |
| Halve finale    | niet geplaatst  | niet geplaatst | niet geplaatst | niet geplaatst | niet geplaatst | niet geplaatst | niet geplaatst |
|                 |                 |                |                |                |                |                |                |
| Finale          | niet geplaatst  | niet geplaatst | niet geplaatst | niet geplaatst | niet geplaatst | niet geplaatst | niet geplaatst |

Vrouwen
| Olympiër | Onderdeel | Resultaat | Prestatie |
| --- | --------- | --------- | --------- |
| Tyra Axnér Linn Blohm Johanna Bundsen Jenny Carlson Evelina Eriksson Nathalie Hagman Elin Hansson Sofia Hvenfelt Nina Koppang Emma Lindqvist Olivia Löfqvist Mathilda Lundström Jamina Roberts Carin Strömberg Kristin Thorleifsdóttir | Vrouwen   | 4         | zie onder |

| Pos | Team       | Wed | W | G | V | Ptn | DV  | DT  | +/− | Kwalificatie |
| --- | ---------- | --- | - | - | - | --- | --- | --- | --- | ------------ |
| 1   | Noorwegen  | 5   | 4 | 0 | 1 | 8   | 140 | 110 | +30 | Kwartfinales |
| 2   | Zweden     | 5   | 4 | 0 | 1 | 8   | 140 | 125 | +15 | Kwartfinales |
| 3   | Denemarken | 5   | 4 | 0 | 1 | 8   | 126 | 116 | +10 | Kwartfinales |
| 4   | Duitsland  | 5   | 1 | 0 | 4 | 2   | 136 | 134 | +2  | Kwartfinales |
| 5   | Zuid-Korea | 5   | 1 | 0 | 4 | 2   | 107 | 133 | −26 |              |
| 6   | Slovenië   | 5   | 1 | 0 | 4 | 2   | 116 | 147 | −31 |              |

| Groepsfase      |                  |            |            |            |           |  |  |
| 25 juli 2024    | 21:00            | Noorwegen  | 28 - 32    | Zweden     |           |  |  |
| 28 juli 2024    | 14:00            | Zweden     | 31 - 28    | Duitsland  |           |  |  |
| 30 juli 2024    | 21:00            | Zweden     | 23 - 25    | Denemarken |           |  |  |
| 1 augustus 2024 | 11:00            | Zuid-Korea | 21 - 27    | Zweden     |           |  |  |
| 3 augustus 2024 | 16:00            | Slovenië   | 23 - 27    | Zweden     |           |  |  |
|                 |                  |            |            |            |           |  |  |
| Kwartfinale     | 6 augustus 2024  | 17:30      | Hongarije  | 32 - 36    | Zweden    |  |  |
|                 |                  |            |            |            |           |  |  |
| Halve finale    | 8 augustus 2024  | 16:30      | Zweden     | 28 - 31    | Frankrijk |  |  |
|                 |                  |            |            |            |           |  |  |
| Finale          | 10 augustus 2024 | 10:00      | Denemarken | 30 - 25    | Zweden    |  |  |

### Judo
Mannen
| atleet       | onderdeel | eerste ronde         | tweede ronde         | derde ronde          | kwartfinale          | halve finale         | herkansing           | finale / BM          | finale / BM    |                |
| atleet       | onderdeel | tegenstander uitslag | tegenstander uitslag | tegenstander uitslag | tegenstander uitslag | tegenstander uitslag | tegenstander uitslag | tegenstander uitslag | rang           |                |
| ------------ | --------- | -------------------- | -------------------- | -------------------- | -------------------- | -------------------- | -------------------- | -------------------- | -------------- | -------------- |
| Marcus Nyman | −90 kg    | n.v.t.               | Trippel W 01 - 00    | Grigorian V 00 - 10  | niet geplaatst       | niet geplaatst       | niet geplaatst       | niet geplaatst       | niet geplaatst | niet geplaatst |

Vrouwen
| atlete         | onderdeel | eerste ronde         | tweede ronde         | kwartfinale          | halve finale         | herkansing           | finale / BM            | finale / BM |
| atlete         | onderdeel | tegenstander uitslag | tegenstander uitslag | tegenstander uitslag | tegenstander uitslag | tegenstander uitslag | tegenstander uitslag   | rang        |
| -------------- | --------- | -------------------- | -------------------- | -------------------- | -------------------- | -------------------- | ---------------------- | ----------- |
| Tara Babulfath | −48 kg    | Lee H-k W 10 - 00    | Kurbonova W 10 - 00  | Scutto W 10 - 00     | Tsunoda V 00 - 10    | bye                  | Abuzhakynova W 10 - 00 | Brons       |

### Kanovaren

#### Kayak Cross
| atleet        | onderdeel     | tijdrit | tijdrit | ronde 1 | herkansingen | series | kwartfinale    | halve finale   | finale         | finale |
| atleet        | onderdeel     | tijd    | rang    | rang    | rang         | rang   | rang           | rang           | rang           | rang   |
| ------------- | ------------- | ------- | ------- | ------- | ------------ | ------ | -------------- | -------------- | -------------- | ------ |
| Isak Öhrström | KX-1 (mannen) | 70,29   | 16      | 2 Q     | bye          | 4      | niet geplaatst | niet geplaatst | niet geplaatst | 28     |

#### Slalom
Mannen
| atleet        | onderdeel  | series | series | series | series | series    | series | halve finale | halve finale | finale | finale |
| atleet        | onderdeel  | run 1  | rang   | run 2  | rang   | beste run | rang   | tijd         | rang         | tijd   | rang   |
| ------------- | ---------- | ------ | ------ | ------ | ------ | --------- | ------ | ------------ | ------------ | ------ | ------ |
| Isak Öhrström | K-1 slalom | 89,43  | 13     | 135,55 | 21     | 89,43     | 15 Q   | 94,69        | 9 Q          | 147,39 | 12     |

#### Sprint
Mannen
| atleet         | onderdeel  | series  | series | kwartfinale | kwartfinale | halve finale | halve finale | finale  | finale |
| atleet         | onderdeel  | tijd    | rang   | tijd        | rang        | tijd         | rang         | tijd    | rang   |
| -------------- | ---------- | ------- | ------ | ----------- | ----------- | ------------ | ------------ | ------- | ------ |
| Martin Nathell | K-1 1000 m | 3.28,36 | 2 HF   | bye         | bye         | 3.30,14      | 4 FA         | 3.31,06 | 7      |

Vrouwen
| atlete                      | onderdeel | series  | series | kwartfinale | kwartfinale | halve finale | halve finale | finale  | finale |
| atlete                      | onderdeel | tijd    | rang   | tijd        | rang        | tijd         | rang         | tijd    | rang   |
| --------------------------- | --------- | ------- | ------ | ----------- | ----------- | ------------ | ------------ | ------- | ------ |
| Melina Andersson            | K-1 500 m | 1.51,84 | 3 KF   | 1.49,21     | 1 Q         | 1.50,79      | 4 FB         | 1.52,65 | 12     |
| Linnea Stensils             | K-1 500 m | 1.50,16 | 1 HF   | bye         | bye         | 1.50,75      | 3 FB         | 1.52,59 | 11     |
| Linnea Stensils Moa Wikberg | K-2 500 m | 1.40,97 | 2 HF   | n.v.t.      | n.v.t.      | 1.40,06      | 5 FB         | 1.42,05 | 9      |

### Moderne vijfkamp
| atlete         | onderdeel | onderdeel    | schermen (degen) | schermen (degen) | schermen (degen) | schermen (degen) | zwemmen (200 m vrije slag) | zwemmen (200 m vrije slag) | zwemmen (200 m vrije slag) | paardrijden (springen) | paardrijden (springen) | paardrijden (springen) | combinatie: schieten/lopen (10 m luchtpistool)/(3200 m) | combinatie: schieten/lopen (10 m luchtpistool)/(3200 m) | combinatie: schieten/lopen (10 m luchtpistool)/(3200 m) | totaal punten  | rang           |
| atlete         | onderdeel | onderdeel    | RR               | BR               | rang             | punten           | tijd                       | rang                       | punten                     | strafpunten            | rang                   | punten                 | tijd                                                    | rang                                                    | punten                                                  | totaal punten  | rang           |
| -------------- | --------- | ------------ | ---------------- | ---------------- | ---------------- | ---------------- | -------------------------- | -------------------------- | -------------------------- | ---------------------- | ---------------------- | ---------------------- | ------------------------------------------------------- | ------------------------------------------------------- | ------------------------------------------------------- | -------------- | -------------- |
| Marlena Jawaid | vrouwen   | halve finale | 215              | 0                | 15               | 215              | 2.20,65                    | 13                         | 269                        | 10                     | 11                     | 290                    | 12.09,81                                                | 13                                                      | 571                                                     | 1345           | 24             |
| Marlena Jawaid | vrouwen   | finale       | niet geplaatst   | niet geplaatst   | niet geplaatst   | niet geplaatst   | niet geplaatst             | niet geplaatst             | niet geplaatst             | niet geplaatst         | niet geplaatst         | niet geplaatst         | niet geplaatst                                          | niet geplaatst                                          | niet geplaatst                                          | niet geplaatst | niet geplaatst |

### Paardensport

#### Dressuur
| ruiter                                         | paard             | onderdeel   | Grand Prix | Grand Prix | Grand Prix Special | Grand Prix Special | Grand Prix Freestyle | Grand Prix Freestyle | totaal  | totaal |
| ruiter                                         | paard             | onderdeel   | score      | rang       | score              | rang               | technisch            | artistiek            | uitslag | rang   |
| ---------------------------------------------- | ----------------- | ----------- | ---------- | ---------- | ------------------ | ------------------ | -------------------- | -------------------- | ------- | ------ |
| Patrik Kittel                                  | Touchdown         | individueel | 74,317     | 13 Q       |                    |                    | 75,107               | 86,600               | 80,854  | 14     |
| Therese Nilshagen                              | Dante Weltino OLD | individueel | 73,991     | 15 q       | 69,714             | 79,714             | 74,714               | 18                   |         |        |
| Juliette Ramel                                 | Buriel K.H.       | individueel | 71,553     | 25         | niet geplaatst     | niet geplaatst     | niet geplaatst       | niet geplaatst       |         |        |
| Patrik Kittel Therese Nilshagen Juliette Ramel | zie hierboven     | team        | 219,861    | 5 Q        | 212,811            | 7                  |                      |                      |         |        |

Reserve: Maria von Essen en Invoice

#### Eventing
| ruiter                                      | paard                      | onderdeel   | dressuur    | dressuur | cross-country | cross-country | cross-country | springen     | springen     | springen     | springen       | springen       | springen       | totaal      | totaal |
| ruiter                                      | paard                      | onderdeel   | dressuur    | dressuur | cross-country | cross-country | cross-country | kwalificatie | kwalificatie | kwalificatie | finale         | finale         | finale         | totaal      | totaal |
| ruiter                                      | paard                      | onderdeel   | strafpunten | rang     | strafpunten   | totaal        | rang          | strafpunten  | totaal       | rang         | strafpunten    | totaal         | rang           | strafpunten | rang   |
| ------------------------------------------- | -------------------------- | ----------- | ----------- | -------- | ------------- | ------------- | ------------- | ------------ | ------------ | ------------ | -------------- | -------------- | -------------- | ----------- | ------ |
| Frida Andersén                              | Box Leo                    | individueel | 33,30       | 33       | 0,00          | 33,30         | 20            | 0,00         | 33,30        | 13 Q         | 0,00           | 33,30          | 12             | 33,30       | 12     |
| Louise Romeike                              | Caspian 15                 | individueel | 37,70       | 51       | 0,80          | 38,50         | 25            | 5,60         | 44,10        | 24 Q         | 0,40           | 44,50          | 24             | 44,50       | 24     |
| Sofia Sjöborg                               | Bryjamolga vh Marienshof Z | individueel | 33,30       | 33       | 15,00         | 48,30         | 37            | 4,80         | 53,10        | 33           | niet geplaatst | niet geplaatst | niet geplaatst | 53,10       | 33     |
| Frida Andersén Louise Romeike Sofia Sjöborg | zie hierboven              | team        | 104,30      | 13       | 15,80         | 120,10        | 7             | 10,40        | 130,50       | 6            | n.v.t.         | n.v.t.         | n.v.t.         | 130,50      | 6      |

Reserve: Malin Asai en Golden Midnight

#### Jumping
| ruiter                                                     | paard          | onderdeel   | kwalificatie | kwalificatie | kwalificatie | finale         | finale         | finale         |
| ruiter                                                     | paard          | onderdeel   | strafpunten  | tijd         | rang         | strafpunten    | tijd           | rang           |
| ---------------------------------------------------------- | -------------- | ----------- | ------------ | ------------ | ------------ | -------------- | -------------- | -------------- |
| Rolf-Göran Bengtsson                                       | Zuccero HV     | individueel | 4            | 75,15        | 32           | niet geplaatst | niet geplaatst | niet geplaatst |
| Henrik von Eckermann                                       | King Edward    | individueel | 0            | 74,50        | 7 Q          | EL             | EL             | EL             |
| Peder Fredricson                                           | Catch Me Not S | individueel | 8            | 74,50        | 43           | niet geplaatst | niet geplaatst | niet geplaatst |
| Rolf-Göran Bengtsson Henrik von Eckermann Peder Fredricson | zie hierboven  | team        | 17           | 237,93       | 8 Q          | 12             | 229,76         | 6              |

Reserve: Malin Baryard-Johnsson en Indiana

### Schietsport
Mannen
| atleet                  | onderdeel               | kwalificaties | kwalificaties | finale         | finale         |
| atleet                  | onderdeel               | punten        | rang          | punten         | rang           |
| ----------------------- | ----------------------- | ------------- | ------------- | -------------- | -------------- |
| Victor Lindgren         | 10 m luchtgeweer        | 630,7         | 6 Q           | 251,4          | Zilver         |
| Victor Lindgren         | 50 m geweer 3 houdingen | 589           | 13            | niet geplaatst | niet geplaatst |
| Marcus Madsen           | 10 m luchtgeweer        | 625,0         | 40            | niet geplaatst | niet geplaatst |
| Marcus Madsen           | 50 m geweer 3 houdingen | 589           | 12            | niet geplaatst | niet geplaatst |
| Stefan Nilsson          | skeet                   | 122           | 5 Q           | 27             | 5              |
| Marcus Svensson         | skeet                   | 118           | 18            | niet geplaatst | niet geplaatst |
| Rickard Levin-Andersson | trap                    | 123           | 4 Q           | 30             | 4              |

Vrouwen
| atleet           | onderdeel   | kwalificaties | kwalificaties | finale         | finale         |
| atleet           | onderdeel   | punten        | rang          | punten         | rang           |
| ---------------- | ----------- | ------------- | ------------- | -------------- | -------------- |
| Stina Lawner     | 25m pistool | 573           | 30            | niet geplaatst | niet geplaatst |
| Victoria Larsson | skeet       | 118           | 11            | niet geplaatst | niet geplaatst |

Gemengd
| atleten                          | onderdeel  | kwalificaties | kwalificaties | finale                 | finale         |
| atleten                          | onderdeel  | punten        | rang          | tegenstander resultaat | rang           |
| -------------------------------- | ---------- | ------------- | ------------- | ---------------------- | -------------- |
| Victoria Larsson Marcus Svensson | skeet team | 136           | 15            | niet geplaatst         | niet geplaatst |

### Schoonspringen
Vrouwen
| atlete               | onderdeel | series | series | halve finale | halve finale | finale | finale |
| atlete               | onderdeel | punten | rang   | punten       | rang         | punten | rang   |
| -------------------- | --------- | ------ | ------ | ------------ | ------------ | ------ | ------ |
| Emilia Nilsson Garip | 3 m plank | 295,20 | 10 Q   | 279,60       | 11 Q         | 279,40 | 11     |

### Skateboarden
Mannen
| atleet         | onderdeel | kwalificaties | kwalificaties | finale         | finale         |
| atleet         | onderdeel | punten        | rang          | punten         | rang           |
| -------------- | --------- | ------------- | ------------- | -------------- | -------------- |
| Hampus Winberg | park      | 88,29         | 9             | niet geplaatst | niet geplaatst |

### Tafeltennis
Mannen
| atleet                                           | onderdeel | voorronde            | eerste ronde         | tweede ronde         | derde ronde          | kwartfinale          | halve finale         | finale / BM          | finale / BM    |
| atleet                                           | onderdeel | tegenstander uitslag | tegenstander uitslag | tegenstander uitslag | tegenstander uitslag | tegenstander uitslag | tegenstander uitslag | tegenstander uitslag | rang           |
| ------------------------------------------------ | --------- | -------------------- | -------------------- | -------------------- | -------------------- | -------------------- | -------------------- | -------------------- | -------------- |
| Anton Källberg                                   | enkelspel | bye                  | Idowu W 4 - 3        | Lebrun V 2 - 4       | niet geplaatst       | niet geplaatst       | niet geplaatst       | niet geplaatst       | niet geplaatst |
| Truls Möregårdh                                  | enkelspel | bye                  | Nuytinck W 4 - 0     | Wang C W 4 - 2       | Kao C-j W 4 - 1      | Assar W 4 - 1        | Calderano W 4 - 2    | Fan Z V 1 - 2        | Zilver         |
| Anton Källberg Kristian Karlsson Truls Möregårdh | team      | n.v.t.               | n.v.t.               | n.v.t.               | Denemarken W 3 - 0   | Duitsland W 3 - 0    | Japan W 3 - 2        | China V 0 - 3        | Zilver         |

Vrouwen
| atleet                                             | onderdeel | voorronde            | eerste ronde         | tweede ronde         | derde ronde          | kwartfinale          | halve finale         | finale / BM          | finale / BM    |
| atleet                                             | onderdeel | tegenstander uitslag | tegenstander uitslag | tegenstander uitslag | tegenstander uitslag | tegenstander uitslag | tegenstander uitslag | tegenstander uitslag | rang           |
| -------------------------------------------------- | --------- | -------------------- | -------------------- | -------------------- | -------------------- | -------------------- | -------------------- | -------------------- | -------------- |
| Linda Bergström                                    | enkelspel | bye                  | Wegrzyn W 4 - 1      | Chen M V 1 - 4       | niet geplaatst       | niet geplaatst       | niet geplaatst       | niet geplaatst       | niet geplaatst |
| Christina Källberg                                 | enkelspel | bye                  | Akula V 0 - 4        | niet geplaatst       | niet geplaatst       | niet geplaatst       | niet geplaatst       | niet geplaatst       | niet geplaatst |
| Filippa Bergand Linda Bergström Christina Källberg | team      | n.v.t.               | n.v.t.               | n.v.t.               | Hongkong W 3 - 2     | Zuid-Korea V 0 - 3   | niet geplaatst       | niet geplaatst       | niet geplaatst |

Gemengd
| atleet                               | onderdeel  | eerste ronde             | kwartfinale              | halve finale         | finale / BM          | finale / BM    |
| atleet                               | onderdeel  | tegenstander uitslag     | tegenstander uitslag     | tegenstander uitslag | tegenstander uitslag | rang           |
| ------------------------------------ | ---------- | ------------------------ | ------------------------ | -------------------- | -------------------- | -------------- |
| Kristian Karlsson Christina Källberg | dubbelspel | Campos - Fonseca W 4 - 1 | Kim K-y - Ri J-s V 1 - 4 | niet geplaatst       | niet geplaatst       | niet geplaatst |

### Triatlon
Individueel
| Atleet        | Evenement | Zwemmen(1.5 km) | Rang 1 | Fietsen (40 km) | Rang 2 | Lopen(10 km) | Totaal Tijd | Ranking |
| ------------- | --------- | --------------- | ------ | --------------- | ------ | ------------ | ----------- | ------- |
| Tilda Månsson | Vrouwen   | 24.03           | 28     | 57.48           | 25     | 35.59        | 1.59.22     | 23      |

### Volleybal

#### Beachvolleybal
Mannen
| atleten                     | onderdeel | eerste ronde                          | eerste ronde                            | eerste ronde                       | eerste ronde | tussenronde          | achtste finale                     | kwartfinale                     | halve finale                     | finale / BM                     | finale / BM |
| atleten                     | onderdeel | tegenstander uitslag                  | tegenstander uitslag                    | tegenstander uitslag               | stand        | tegenstander uitslag | tegenstander uitslag               | tegenstander uitslag            | tegenstander uitslag             | tegenstander uitslag            | rang        |
| --------------------------- | --------- | ------------------------------------- | --------------------------------------- | ---------------------------------- | ------------ | -------------------- | ---------------------------------- | ------------------------------- | -------------------------------- | ------------------------------- | ----------- |
| David Åhman Jonatan Hellvig | mannen    | Carracher - Nicolaidis W 21-14, 21-19 | Tijan - Younousse V 21-15, 19-21, 18-20 | Cottafava - Nicolai V 22-24, 17-21 | 3 Q          | bye                  | Alayo - Díaz W 21-11, 26-28, 15-11 | Lanci - Oliveira W 21-17, 21-16 | Tijan - Younousse W 21-13, 21-17 | Ehlers - Wickler W 21-10, 21-13 | Goud        |

### Wielersport

#### Mountainbiken
Vrouwen
| atleet         | onderdeel    | tijd    | rang  |
| -------------- | ------------ | ------- | ----- |
| Jenny Rissveds | mountainbike | 1.20.04 | Brons |

#### Wegwielrennen
Mannen
| atleet           | onderdeel    | tijd    | rang |
| ---------------- | ------------ | ------- | ---- |
| Jakob Söderqvist | wegwedstrijd | 6.33,56 | 58   |

Vrouwen
| atleet             | onderdeel    | tijd    | rang |
| ------------------ | ------------ | ------- | ---- |
| Caroline Andersson | wegwedstrijd | 4.02,57 | 14   |

### Worstelen

#### Vrije stijl
Vrouwen
| atlete           | onderdeel | eerste ronde         | kwartfinale          | halve finale         | herkansing           | finale / BM          | finale / BM    |
| atlete           | onderdeel | tegenstander uitslag | tegenstander uitslag | tegenstander uitslag | tegenstander uitslag | tegenstander uitslag | rang           |
| ---------------- | --------- | -------------------- | -------------------- | -------------------- | -------------------- | -------------------- | -------------- |
| Jonna Malmgren   | −53 kg    | Argüello W 5 - 0VT   | Pang Q V 1 - 3       | niet geplaatst       | niet geplaatst       | niet geplaatst       | niet geplaatst |
| Johanna Lindborg | −62 kg    | Dudova V 1 - 3PP     | niet geplaatst       | niet geplaatst       | niet geplaatst       | niet geplaatst       | niet geplaatst |

### Zeilen
Vrouwen
| atlete            | onderdeel | voorrondes | voorrondes | voorrondes | voorrondes | voorrondes | voorrondes | voorrondes | voorrondes | voorrondes | voorrondes | voorrondes | voorrondes | voorrondes | voorrondes | voorrondes  | voorrondes  | voorrondes  | voorrondes  | voorrondes  | voorrondes  | voorrondes | voorrondes | kwartfinale    | halve finale   | finale         |
| atlete            | onderdeel | 1          | 2          | 3          | 4          | 5          | 6          | 7          | 8          | 9          | 10         | 11         | 12         | 13         | 14         | 15          | 16          | 17          | 18          | 19          | 20          | totaal     | rang       | kwartfinale    | halve finale   | finale         |
| ----------------- | --------- | ---------- | ---------- | ---------- | ---------- | ---------- | ---------- | ---------- | ---------- | ---------- | ---------- | ---------- | ---------- | ---------- | ---------- | ----------- | ----------- | ----------- | ----------- | ----------- | ----------- | ---------- | ---------- | -------------- | -------------- | -------------- |
| Johanna Hjertberg | IQFoil    | 19         | 17         | 6          | 20         | 23         | 24         | DNS        | 6          | 10         | 20         | 17         | 17         | 18         | 6          | geannuleerd | geannuleerd | geannuleerd | geannuleerd | geannuleerd | geannuleerd | 177        | 20         | niet geplaatst | niet geplaatst | niet geplaatst |

| atlete                       | onderdeel | race | race | race | race | race | race | race | race | race | race        | race   | race   | race           | netto punten | eindnotering |
| atlete                       | onderdeel | 1    | 2    | 3    | 4    | 5    | 6    | 7    | 8    | 9    | 10          | 11     | 12     | M              | netto punten | eindnotering |
| ---------------------------- | --------- | ---- | ---- | ---- | ---- | ---- | ---- | ---- | ---- | ---- | ----------- | ------ | ------ | -------------- | ------------ | ------------ |
| Vilma Bobeck Rebecca Netzler | 49erFX    | 14   | 6    | 15   | 4    | 15   | 10   | 2    | 1    | 5    | 1           | 1      | 18     | 2              | 76           | Zilver       |
| Josefin Olsson               | ILCA 6    | 36   | 23   | 28   | 9    | 12   | 1    | 5    | 19   | 31   | geannuleerd | n.v.t. | n.v.t. | niet geplaatst | 128          | 17           |

Gemengd
| atlete                         | onderdeel | race | race | race | race | race | race | race | race | race        | race        | race   | race   | race | netto punten | eindnotering |
| atlete                         | onderdeel | 1    | 2    | 3    | 4    | 5    | 6    | 7    | 8    | 9           | 10          | 11     | 12     | M    | netto punten | eindnotering |
| ------------------------------ | --------- | ---- | ---- | ---- | ---- | ---- | ---- | ---- | ---- | ----------- | ----------- | ------ | ------ | ---- | ------------ | ------------ |
| Anton Dahlberg Lovisa Karlsson | 470       | 7    | 14   | 1    | 2    | 1    | 13   | 11   | 4    | geannuleerd | geannuleerd | n.v.t. | n.v.t. | 8    | 47           | Brons        |
| Hanna Jonsson Emil Järudd      | nacra 17  | 13   | 18   | 10   | 8    | 9    | 14   | 8    | 9    | 17          | 7           | 6      | 9      | 12   | 118          | 10           |

### Zwemmen
Mannen
| atleet                                                  | onderdeel          | series   | series | halve finale   | halve finale   | finale         | finale         |
| atleet                                                  | onderdeel          | tijd     | rang   | tijd           | rang           | tijd           | rang           |
| ------------------------------------------------------- | ------------------ | -------- | ------ | -------------- | -------------- | -------------- | -------------- |
| Björn Seeliger                                          | 50 m vrije slag    | 22,21    | 31     | niet geplaatst | niet geplaatst | niet geplaatst | niet geplaatst |
| Björn Seeliger                                          | 100 m vrije slag   | 49,70    | 40     | niet geplaatst | niet geplaatst | niet geplaatst | niet geplaatst |
| Victor Johansson                                        | 400 m vrije slag   | 3.47,98  | 18     | n.v.t.         | n.v.t.         | niet geplaatst | niet geplaatst |
| Victor Johansson                                        | 800 m vrije slag   | 7.49,47  | 16     | n.v.t.         | n.v.t.         | niet geplaatst | niet geplaatst |
| Victor Johansson                                        | 1500 m vrije slag  | 15.05,62 | 17     | n.v.t.         | n.v.t.         | niet geplaatst | niet geplaatst |
| Victor Johansson                                        | 10 km open water   | n.v.t.   | n.v.t. | n.v.t.         | n.v.t.         | DNS            | DNS            |
| Erik Persson                                            | 200 m schoolslag   | 2.10,35  | 7 Q    | 2.10,11        | 13             | niet geplaatst | niet geplaatst |
| Isak Eliasson Robin Hanson Elias Persson Björn Seeliger | 4x100 m vrije slag | 3.15,71  | 15     | n.v.t.         | n.v.t.         | niet geplaatst | niet geplaatst |

Vrouwen
| atleet                                                                      | onderdeel          | series  | series | halve finale   | halve finale   | finale         | finale         |
| atleet                                                                      | onderdeel          | tijd    | rang   | tijd           | rang           | tijd           | rang           |
| --------------------------------------------------------------------------- | ------------------ | ------- | ------ | -------------- | -------------- | -------------- | -------------- |
| Michelle Coleman                                                            | 50 m vrije slag    | 24,55   | 7 Q    | 24,47          | 9              | niet geplaatst | niet geplaatst |
| Michelle Coleman                                                            | 100 m vrije slag   | 54,10   | 14 Q   | 53,75          | 12             | niet geplaatst | niet geplaatst |
| Sarah Sjöström                                                              | 50 m vrije slag    | 23,85   | 1 Q    | 23,66 OR       | 1 Q            | 23,71          | Goud           |
| Sarah Sjöström                                                              | 100 m vrije slag   | 52,99   | 1 Q    | 52,87          | 6 Q            | 52,16          | Goud           |
| Louise Hansson                                                              | 100 m rugslag      | 1.00,26 | 15 Q   | 1.00,47        | 15             | niet geplaatst | niet geplaatst |
| Louise Hansson                                                              | 100 m vlinderslag  | 57,57   | 12 Q   | 56,93          | 8 Q            | 57,34          | 8              |
| Sophie Hansson                                                              | 100 m schoolslag   | 1.06,66 | 13 Q   | 1.06,96        | 13             | niet geplaatst | niet geplaatst |
| Sophie Hansson                                                              | 200 m schoolslag   | 2.28,10 | 20     | niet geplaatst | niet geplaatst | niet geplaatst | niet geplaatst |
| Michelle Coleman Louise Hansson Sara Junevik Sarah Sjöström Sofia Åstedt[a] | 4x100 m vrije slag | 3.34,35 | 4 Q    | n.v.t.         | n.v.t.         | 3.33,79 NR     | 5              |
| Hanna Rosvall Sophie Hansson Louise Hansson Sarah Sjöström                  | 4x100 m wisselslag | 3.57,33 | 6 Q    | n.v.t.         | n.v.t.         | 3.56,92        | 7              |

Gemengd
| atleet                                               | onderdeel          | series  | series | halve finale | halve finale | finale         | finale         |
| atleet                                               | onderdeel          | tijd    | rang   | tijd         | rang         | tijd           | rang           |
| ---------------------------------------------------- | ------------------ | ------- | ------ | ------------ | ------------ | -------------- | -------------- |
| Hanna Rosvall Erik Persson Sara Junevik Robin Hanson | 4x100 m wisselslag | 3.46,15 | 12     | n.v.t.       | n.v.t.       | niet geplaatst | niet geplaatst |

[a]Zwom niet mee in de finale